# Alocasia ramosii
Alocasia ramosii är en kallaväxtart som beskrevs av Alistair Hay. Alocasia ramosii ingår i släktet Alocasia och familjen kallaväxter. Inga underarter finns listade.